# 刘振所
刘振所（1963年4月—），山东莱阳人。男，汉族。加入中国共产党。国防大学军事学毕业，获军事学硕士学位。少將警銜
长期在武警部队政工系统工作，曾任武警黑龙江省总队政治部主任。2012年10月，接替刘建华任武警山西省总队政委。2016年5月，接替调任武警部队政治工作部副主任的程伟任武警北京市总队政委。
2013年，被选为第十二届全国人民代表大会山西地区代表。2018年，北京市人大选举刘振所为第十三届全国人民代表大会代表。会前，全国人大常委会办公厅确认刘振所将参加解放军和武警部队代表团而非北京市代表团。